# Aorta 2
Aorta 2 è il secondo (e ultimo) album discografico del gruppo musicale rock statunitense Aorta, pubblicato dall'etichetta discografica Happy Tiger Records nel luglio del 1970.

## Tracce
Lato A
1. Willie Jean – 3:03 (Tradizionale; arrangiamento di Jim Donlinger e Mike Been)
2. Little Bonnie – 4:18 (Jim Donlinger, Mike Been)
3. Blythe Spirit – 2:49 (Adattamento musicale di Jim Donlinger e Mike Been da un poema di John Keats)
4. Beg for His Forgiveness – 4:55 (Jim Donlinger, Mike Been)
5. Egypt – 4:05 (Tom Donlinger)

Lato B
1. His Faith in Man – 5:09 (Jim Donlinger, Mike Been)
2. Devil, Maggot & Son – 2:48 (Jim Donlinger, Mike Been)
3. Sandcastles – 2:55 (Jim Donlinger,  G. Donlinger, Mike Been)
4. Pickin' Blues – 3:12 (Jim Donlinger, Mike Been)
5. Fallin' Behind – 3:25 (Jim Donlinger, Mike Been)

## Formazione
- Jim Donlinger - chitarra solista, chitarra acustica, voce
- Mike Been - basso, chitarra acustica, voce
- Jim Nyeholt - pianoforte, organo
- Tom Donlinger - batteria, bongos, marimba, congas, percussioni

Ospiti
- Howard Levy - conga (brano: Egypt)
- Kenneth Elliot - cowbell (brano: Egypt)
- Michael Ayres - conga (brano: Egypt)
- George Edwards - voce (brano: Willie Jean)

Note aggiuntive
- Jim Donlinger e Bill Traut - produttori (A Dunwich Production)
- Registrazioni effettuate al Universal Recording Corp. di Chicago, Illinois (Stati Uniti)
- Jerry DeClercq - ingegnere delle registrazioni
- See/Hear! & How - design album
- Gabrielle De Ganges - illustrazione copertina album[3]